# Agrapha
Agrapha (altgriechisch Ἄγραφα wörtl.: die Ungeschriebenen, singular: Agraphon) nennt man Aussprüche von Jesus von Nazareth („Herrenworte“), die nicht in den Evangelien des Neuen Testamentes enthalten sind, aber in anderen urchristlichen oder altkirchlichen Schriften (etwa bei den Kirchenvätern) oder in anderen Schriftfragmenten überliefert wurden. Der Apostel Paulus zitiert mehrfach Jesusworte, die nicht aus den Evangelien bekannt sind (Apg 20,35 ; 1 Thess 4,15–17  u.ö.).

Der Ausdruck „Agrapha“ wurde 1776 vom deutschen Gelehrten Johann Gottfried Körner eingeführt. Kraft des Standardwerks von Alfred Resch (1889) setzte er sich durch.

## Definition
Anthony Maas definierte ein Agraphon mithilfe der folgenden drei Kriterien:
- Es muss ein echtes „Wort“ (im Sinne eines realen Ausspruches) sein, kein Diskurs, keine Abhandlung oder Predigt (wie z. B. die Pistis Sophia).
- Es darf keine einfache Variante zu einem bereits aus dem Neuen Testament bekannten Ausspruch sein.
- Es muss ein authentischer Ausspruch Jesu sein (z. B. legen die Kirchenväter Jesus bisweilen fälschlich alttestamentliche Zitate oder zu ihrer Zeit bekannte Sprichwörter in den Mund). Um als authentisches Jesuswort in Betracht gezogen zu werden, muss ein Agraphon externe und interne Kriterien erfüllen:[2]
  - Extern: Die Quelle des Agraphon muss in einer realistischen Nähe zum historischen Jesus stehen. Von dem im frühen 2. Jahrhundert schreibenden Papias kann z. B. angenommen werden, dass er Zugang zu authentischem Jesusmaterial hatte, das nicht in die Evangelien aufgenommen wurde. Im Fall der im 3. Jahrhundert entstandenen Pistis Sophia ist das dagegen weitaus unwahrscheinlicher.
  - Intern: Das Agraphon darf inhaltlich dem bekannten kanonischen Material nicht diametral entgegenstehen, wohingegen Ergänzungen, Nebenaspekte, Schwerpunktverlagerungen oder zusätzliche Gedanken durchaus möglich sind.

Aus diesen Gründen lassen kritische Forscher wie Joachim Jeremias oder William Morrice (siehe Literaturliste) nur einige wenige Dutzend der mehreren hundert Agrapha als tatsächliche Jesusworte gelten.
Otfried Hofius lässt nur Sprüche des irdischen Jesus gelten. Er schließt folgende Fälle aus:
- Alle außerevangelischen Texte, die als Worte des präexistenten Christus oder als Worte des Auferstandenen oder des erhöhten Herrn stilisiert sind.
- Alttestamentliche Prophetensprüche und neutestamentliche Apostelworte, die ein Autor als Herrenworte einführt, weil der präexistente Christus durch den Mund der Propheten oder Apostel geredet habe.
- Fälle, in denen ein in den kanonischen Evangelien enthaltenes Wort nur frei zitiert wird oder nur in einer äußerlich abweichenden Gestalt wiedergegeben wird.[3]